# Le Lion-d'Angers (fostă comună)

Le Lion-d'Angers este o comună în departamentul Maine-et-Loire, Franța. În 2009 avea o populație de 3,638 de locuitori.